# 3899 Wichterle
3899 Wichterle è un asteroide della fascia principale del diametro medio di circa 23,76 km. Scoperto nel 1982, presenta un'orbita caratterizzata da un semiasse maggiore pari a 3,1828403 UA e da un'eccentricità di 0,1809363, inclinata di 2,82045° rispetto all'eclittica.